# Aeroporto Josep Tarradellas Barcelona-El Prat
O Aeroporto Josep Tarradellas Barcelona-El Prat  (IATA:BCN, OACI:LEBL) é um aeroporto que atende a cidade de Barcelona e toda a região da Catalunha. Está situado a 12 km a sudoeste da capital catalã, no município de El Prat de Llobregat, a 3,8 m sobre o nível do mar e rodeado dos espaços naturais do delta do rio Llobregat. Tem três pistas e dois terminais de passageiros, um centro de carga aérea e um terminal empresarial. É o maior aeroporto em tamanho e tráfego da Catalunha, tendo terminado o ano de 2018 com um movimento de 50,17 milhões de passageiros, um número que tem subido de forma sustentada desde 2010. Ocupou no final de 2018 o sétimo lugar na classificação de aeroportos com maior tráfego aéreo da Europa.

## História
O primeiro campo de aviação de Barcelona estava situado em Viladecans, em 1916, nos terrenos de uma exploração avícola denominada "La Volateria". Dois anos mais tarde um novo campo de aviação foi aberto em El Prat de Llobregat, a algumas centenas de metros da anterior localização. O primeiro avião a aterrar foi um Latecoere Salmson 300 da linha de Pierre-Georges Latécoère, que chegou de Toulouse com destino final Casablanca. O aeroporto foi utilizado como sede da "Aeroclub de Catalunya" e como base para a frota de Zeppelin e hidroaviões da Armada e do Exército espanhol. Os serviços comerciais regulares começaram em 1927 com a linha da Iberia que o ligava ao Aeroporto de Madrid, sendo a primeira linha regular da Iberia.
Entre 1941 e 1946 realizaram-se obras de ampliação e adequação, e em  1948 construiu-se a pista 07-25, possibilitando voos intercontinentais, e uma outra pista perpendicular, bem como um terminal de passageiros. A Pan American passou a ligar a cidade com Nova Iorque usando aviões Lockheed Constellation. 
Em 1963 atingiu-se o primeiro milhão de passageiros anuais e dois anos mais tarde voltou-se a ampliar a pista principal. Nesse mesmo ano também se construiu uma torre de controle e uma nova plataforma de estacionamento de aeronaves. Em 1968 abriu-se um novo terminal que atualmente é a ala mais antiga do terminal T2B.
No dia 3 de agosto de 1970 a companhia aérea Pan American inaugurou uma linha regular entre Barcelona-El Prat, Lisboa e Nova Iorque operada com um Boeing 747SP. A 4 de novembro de 1974 a companhia Iberia iniciou o serviço de ponte aérea entre Barcelona-El Prat e Madrid-Barajas. Poucos anos mais tarde, em 1976, construiu-se um terminal específico para esta rota, um terminal exclusivo para carga, um serviço adjacente de correios e uma plataforma de estacionamento para aviões de carga aérea. Em 1977 o aeroporto supera os 5 milhões de passageiros anuais.
Desde finais dos setenta até princípios dos noventa o aeroporto esteve estancado tanto em tráfico como investimentos até que a preparação para os Jogos Olímpicos de Barcelona em 1992 impulsionou uma nova reforma que consistiu na modernização e ampliação do terminal existente naquele momento (Terminal B) e a construção das outras duas (Terminais A e C) que já incorporavam acessos diretos aos aviões. Esta reforma foi desenhada pelo arquiteto Ricardo Bofill Levi. Em 1996 inaugura-se a nova torre de controle também desenhada por Ricardo Bofill Levi, tal como o foi o Terminal T1 inaugurado em 2009.
A 22 de março de 2007, mais de 130 entidades deram apoio num ato reivindicativo a um aeroporto transatlântico e com gestão individualizada. Em julho de 2009 inaugurou-se o terminal T1, e unificaram-se as antigas A,B e C com o nome de T2, mas ficando dividida nas alas T2A, T2B e T2C. A 30 de março de 2011, o aeroporto recebeu o prêmio como melhor aeroporto do sul de Europa concedido por Skytrax dentro dos World Airport Awards 2011.
Desde 1 de fevereiro de 2014, a companhia Emirates faz a rota Barcelona-Dubai com o Airbus A380, sendo o Aeroporto de Barcelona o primeiro aeroporto espanhol a dispor de uma rota permanente operada com o maior avião comercial do mundo.
Em setembro de 2016 a Norwegian anunciou a criação de uma base em Barcelona, estacionando dois Boeing 787 que realizam voos às cidades norte-americanas de Fort Lauderdale, Los Angeles, Newark e Oakland. Nesse mesmo mês também começou a operar a American Airlines com destino direto a Chicago.
No dia 12 de fevereiro do 2016 inaugurou-se o trecho sul da Linha 9 do Metro de Barcelona, que conecta os dois terminais do aeroporto com a Zona Universitária.
A 1 de junho de 2017, inaugurou-se a nova marca comercial da IAG denominada LEVEL, uma companhia de baixo custo que conectará Barcelona com Los Angeles, Nova Iorque (Newark), San Francisco (Oakland), Punta Cana e Buenos Aires com voos diretos.
O conselho de ministros da governação espanhola celebrado em Barcelona a 21 de dezembro de 2018 aprovou que o aeroporto passaria a denominar-se Josep Tarradellas Barcelona-El Prat. Também foi apresentado o plano para a construção de um novo terminal satélite para voos intercontinentais e o novo shuttle ferroviário de ligação a Barcelona e ao Aeroporto de Girona-Costa Brava pelo AVE. Os investimentos possibilitarão chegar aos 70 milhoes de passageiros em 2026. 

## Ligações disponíveis a partir do aeroporto
Existe um shuttle bus que conecta gratuitamente os dois terminais T1 e T2 a cada 5 minutos (das 08:00 às 20:00 horas) ou 10 minutos (das 20:00 às 08:00 horas). 

### De comboio

#### Trem / comboio
O terminal 2 tem seu próprio acesso às Rodalies de Catalunya, com comboios suburbanos da linha R2 (estação Aeroporto), com ligações regulares a cada 30 minutos para a Estação Sants Estació (conectada com o trem de alta velocidade AVE) e  Passeig de Gracia, entre outras. Está em obras uma nova ligação ferroviária mais eficaz de conexão com a Estação Sants Estació.

#### Metro
Cada terminal do aeroporto tem um acesso à linha L9 Sud do metro: a estação Aeroport T1, diretamente situado por baixo do terminal do aeroporto T1 e a estação Aeroport T2 perto da estação ferroviária do terminal T2. Esta linha conecta com outras do Metro de Barcelona para o centro da cidade.

### De rodovia / por estrada
A estrada C-32B liga o aeroporto às principais vias de acesso de Barcelona e de tráfego para outros pontos do país, incluindo por Autoestrada. O aeroporto, tem cerca de 24.000 espaços de estacionamento.

#### Bus
Os Transportes Metropolitanos de Barcelona (TMB) linha de ônibus público servem o local com a carreira 46, que liga à Plaça d'Espanya. A linha de ônibus rápido (Aerobus) opera a partir da  Plaça Catalunya, Urgell e Plaça d'Espanya, a cada 10 minutos, entre as 05:30 e a 01:00 da madrugada. As paradas de ônibus/bus estão disponíveis em cada terminal. Outras empresas oferecem transporte do Aeroporto de Barcelona para outras cidades e, também, com França ou Andorra.

#### Taxi
Existem praças de táxis que operam continuamente junto ao Terminal 1 (T1), como dos três edifícios do Terminal 2 (T2A, T2B ou T2C). A viagem para o centro da cidade pode durar entre 25 a 40 minutos, dependendo do tráfego. Se você estiver viajando a partir do Terminal 1, em vez de Terminal 2, Isto irá adicionar um extra de 4 km de sua viagem e levar cerca de 5 minutos mais.